# Syncrossus
Syncrossus – rodzaj ryb karpiokształtnych z rodziny Botiidae, wcześniej klasyfikowanej w randze podrodziny Botiinae w piskorzowatych. Spotykane w hodowlach akwariowych.

## Klasyfikacja
Gatunki zaliczane do tego rodzaju:
- Syncrossus beauforti
- Syncrossus berdmorei – bocja indochińska[3]
- Syncrossus formosus
- Syncrossus helodes
- Syncrossus hymenophysa – bocja tygrysia[4]
- Syncrossus reversa
- Syncrossus yunnanensis

Gatunkiem typowym jest Syncrossus berdmorei.

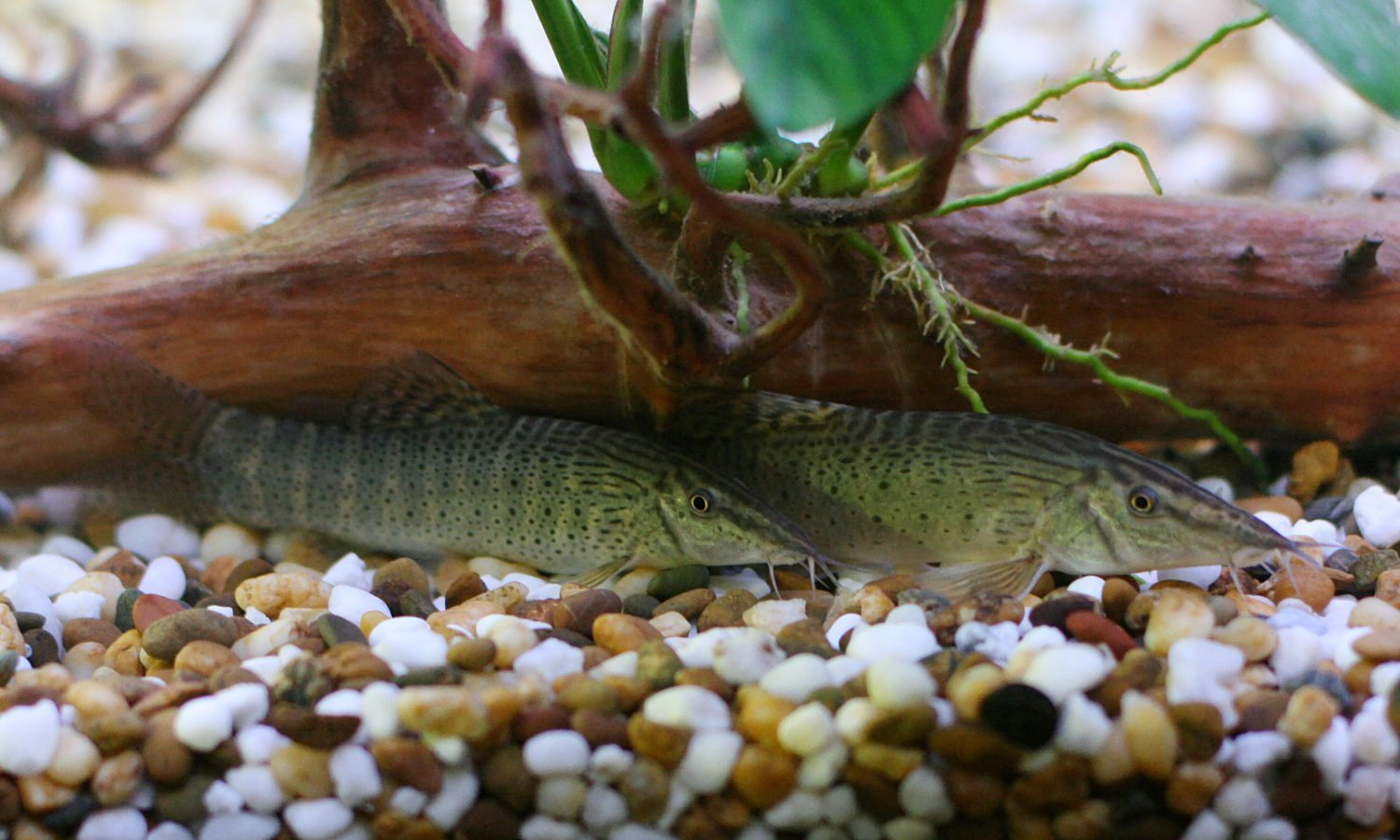
Syncrossus beauforti
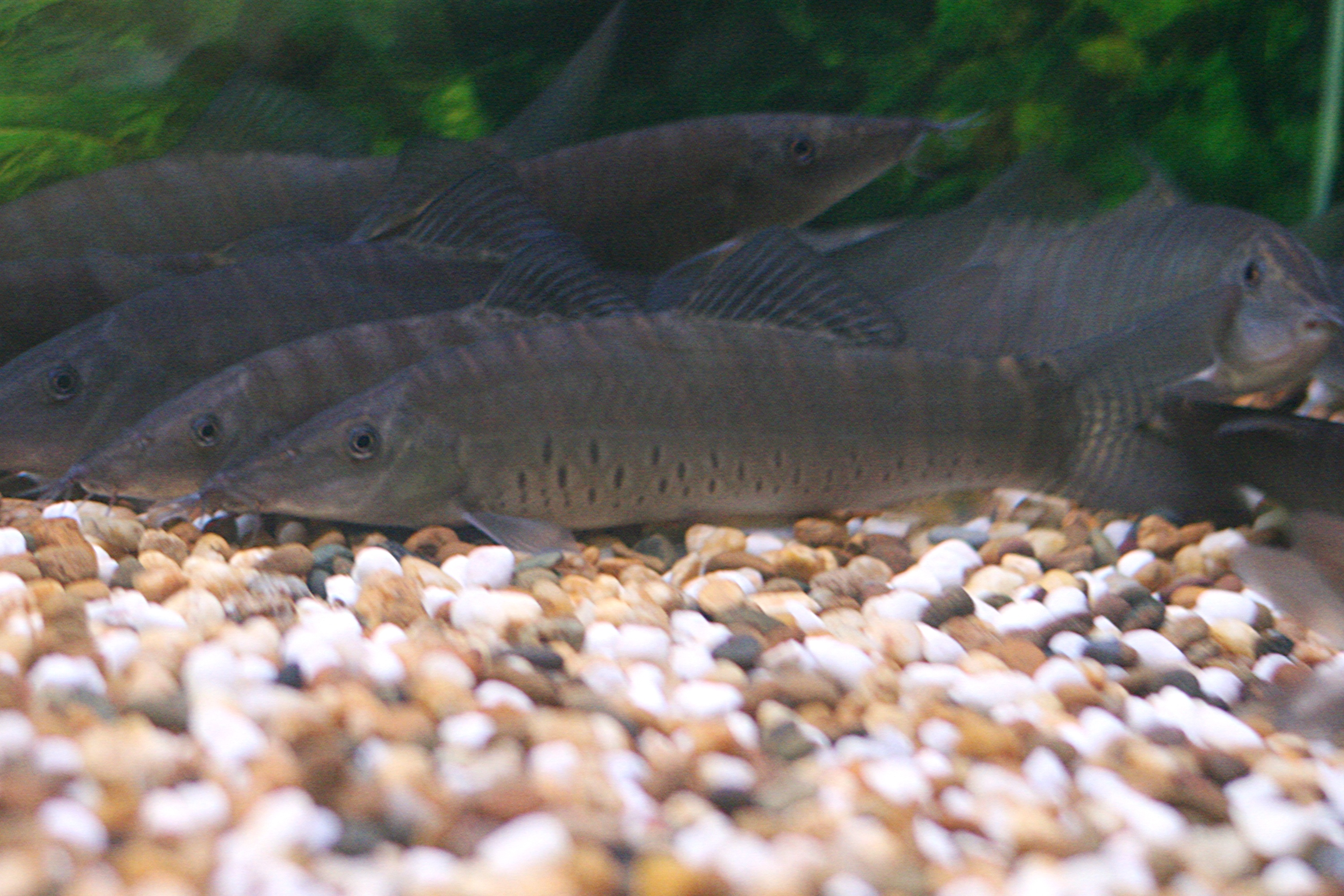
Syncrossus helodes